# 锈鳞木犀榄
锈鳞木犀榄（学名：Olea ferruginea）为木犀科木犀榄属的植物。分布于阿富汗、印度、喀什米尔、巴基斯坦以及中国大陆的云南等地，生长于海拔600米至2,800米的地区，一般生于林中和河畔灌丛中，目前尚未由人工引种栽培。

## 别名
尖叶木犀榄（植物分类学报）